# Calileptoneta wapiti
Calileptoneta wapiti là một loài nhện trong họ Leptonetidae.
Loài này thuộc chi Calileptoneta. Calileptoneta wapiti được Willis J. Gertsch miêu tả năm 1974.